# Alliästhesie
Die Alliästhesie (altgriechisch αλλιώς alliós verändert und altgriechisch αἴσθησις aísthēsis Empfindung, Wahrnehmung; syn. Alliesthesie, englisch alliesthesia, französisch alliesthésie) beschreibt die Abhängigkeit der Empfindung von Genuss (französisch plaisîr) oder Unlust/Abneigung (französisch déplaisîr) beim Konsum eines Stimulus vom „inneren Milieu“ (französisch milieu interne) des Organismus. Demnach wird ein Stimulus, der den Zustand des inneren Milieus verbessern kann als angenehm empfunden. Ein Stimulus, der das innere Milieu des Organismus beeinträchtigt hingegen, wird als unangenehm oder gar schmerzhaft empfunden. Die ausgelöste Empfindung ist also nicht alleine von Qualität oder Intensität des Stimulus abhängig, sondern von inneren Rezeptoren, und in jedem Fall subjektiv.
Die Alliästhesie ist ein physiologisches Phänomen und ist nicht zu verwechseln mit dem pathologischen Symptom der Allästhesie.

Ein der Alliästhesie verwandtes Phänomen ist die "sensory-specific satiety" (übersetzt etwa "sinnes-spezifische Sättigung").

## Arten der Alliästhesie
- thermische Alliästhesie: Alliästhesie der Temperaturempfindung (Kälte, Wärme) – sie trägt wesentlich zur homeostatischen Thermoregulation bei
- olfaktorische oder Geruchsalliästhesie: Alliästhesie des Geruchs
- gustatorische oder Geschmacksalliästhesie: Alliästhesie der Grundgeschmäcker (süß, salzig, sauer, bitter, umami und „Kalzium“)
- olfakto-gustatorische oder Nahrungsalliästhesie: Alliästhesie der komplexen Geschmäcker
- visuelle/optische Alliästhesie: Alliästhesie des Sehens
- auditive Alliästhesie: Alliästhesie des Hörens

jede dieser Arten kann in den beiden folgenden Tendenzen vorkommen:
- negative Alliästhesie: Veränderung der Empfindung von Genuss nach Abneigung
- positive Alliästhesie: Veränderung der Empfindung von Abneigung nach Genuss

## Entdeckung
Als Erstbeschreiber der Alliästhesie gilt der französische Sinnesphysiologe Michel Cabanac.
Der Erstpublikation von 1968 in einem Fachblatt folgten über 40 weitere Veröffentlichungen in internationalen wissenschaftlichen Journalen, darunter in international renommierten Zeitschriften: 1970 in nature und 1971 in Science.
Der Name wurde, wie in der Erstveröffentlichung im Anhang erwähnt, in Zusammenarbeit mit dem griechischstämmigen Koautor Stylianos Nicolaïdis gewählt.
Die Alliästhesie wurde ursprünglich durch Experimente am Menschen entdeckt, und später bei der Ratte (Rattus norvegicus) bestätigt.